# ボルカホン
ボルカホンは、ペルー生まれの楽器カホンを模して作られた、段ボール製の打楽器である。神奈川県厚木市にある段ボール製造メーカータイヨー株式会社の2名によって発明された。タイヨー株式会社によって商標登録されており、特許も取得されている。

## 概要
名前の由来は「段ボールで出来たカホン」であり、叩いた音をよく聞こえるようにするため、スナッピーを付けるなどの工夫が施されている。段ボール製ではあるが、構造的にも丈夫に作られていて、大人が座って叩いても簡単には壊れない。
子供用のボルカホンも販売されており、大人用のものとはサイズと形状が違う。例えば、上部を叩いた際に綺麗な音を鳴らすためにハイプレートという部品が取り付けられているなど、いくつかの特徴を有している。組み立て式で、幼児や小学生低学年の児童であってもしっかり組み立てられるよう、マーキングや切り抜きが施されている。組み立てと演奏を一度に楽しめるワークショップが催されることも多い。

## 活用例
ダンスパフォーマンスユニットCheekyによって、ラインダンス風のパフォーマンスに利用されていた。2014年にユニットが結成されて以来、パフォーマンスではCheeky仕様の特別なボルカホンが使用されていた。